# علی افضلی
علی موسایی افضلی پژوهشگر و مترجم حوزه فلسفه و دانشیار مؤسسه پژوهشی حکمت و فلسفه است.